# کبوتر پس‌سربرنزه شرقی
کبوتر پس‌سربرنزه شرقی (نام علمی: Columba delegorguei) نام یک گونه از سرده کبوتر است.